# Musée archéologique de Corfou
Le musée archéologique de Corfou (en grec moderne : Αρχαιολογικό Μουσείο Κέρκυρας), à Corfou, en Grèce, abrite et expose des artéfacts provenant d'anciennes collections privées et de fouilles archéologiques effectuées à Corfou.

## Le bâtiment
Le musée a été construit entre 1962 et 1965, sur un terrain offert par la ville, situé au 1 rue Vraḯla Arméni.
Son objectif initial était d'abriter les découvertes archéologiques du temple d'Artémis à Corfou. En 1994, il a été agrandi avec l'ajout de deux autres salles d'exposition qui présentent les découvertes les plus récentes de l'ancienne citadelle. Il a été rénové entre 2010 et 2012,.

## Collections
Les objets présentés proviennent d'une collection d'origine inconnue ; des découvertes des fouilles de la ville antique de Corfou ; des trouvailles de la région de Kassiópi à Corfou ; des trouvailles de fouilles dans le district régional de Thesprotie.
- Le Lion de Ménécrate (en). Statue funéraire d'un lion accroupi, trouvée près du cénotaphe de Ménécrate. Daté de la fin du VIIe siècle av. J.-C., c'est l'œuvre d'un célèbre sculpteur corinthien de l'époque archaïque[4],[5] ;

- Le cénotaphe de Ménécrate (en)[6].

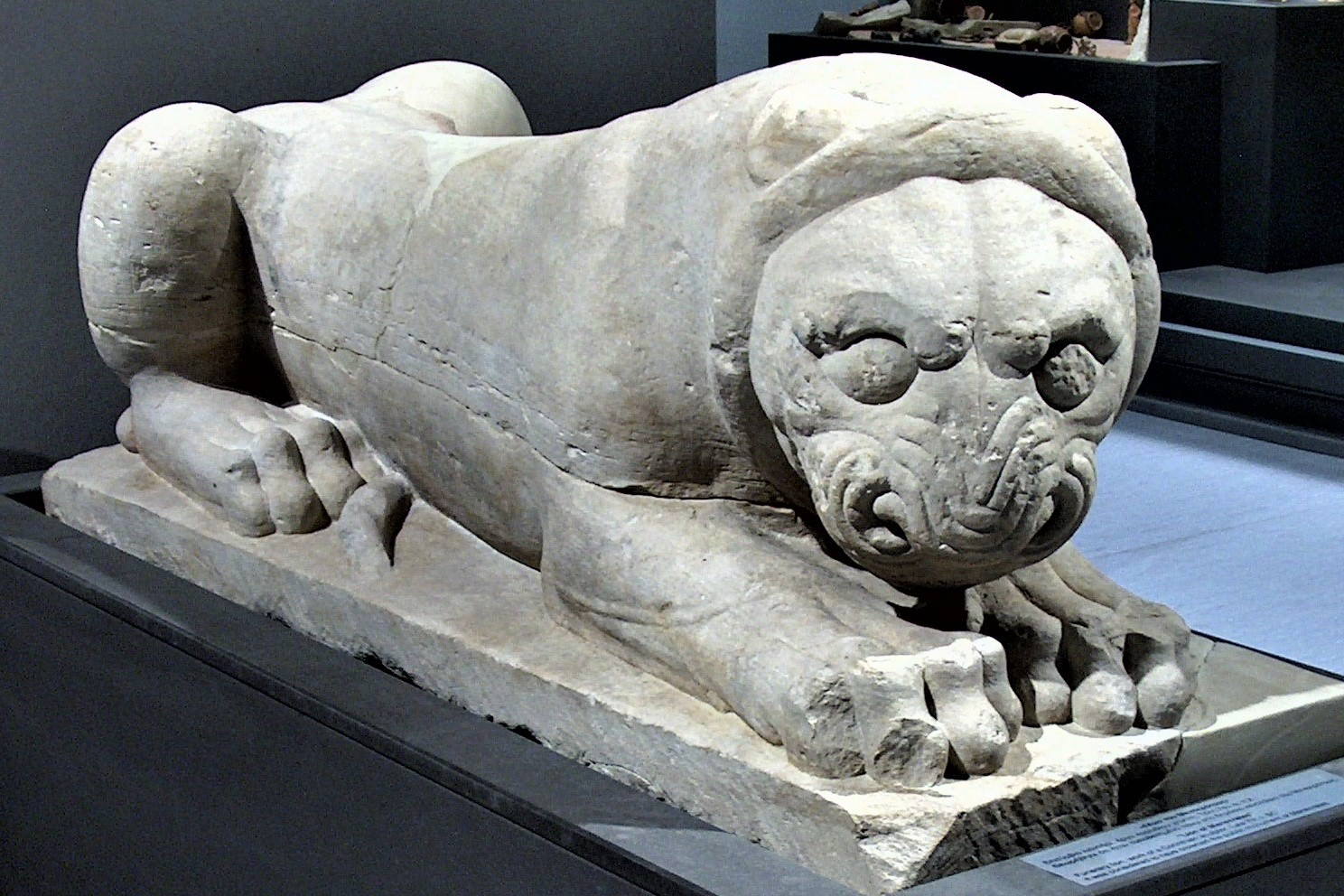
Le Lion de Ménécrate. Fin du VIIe siècle av. J.-C.
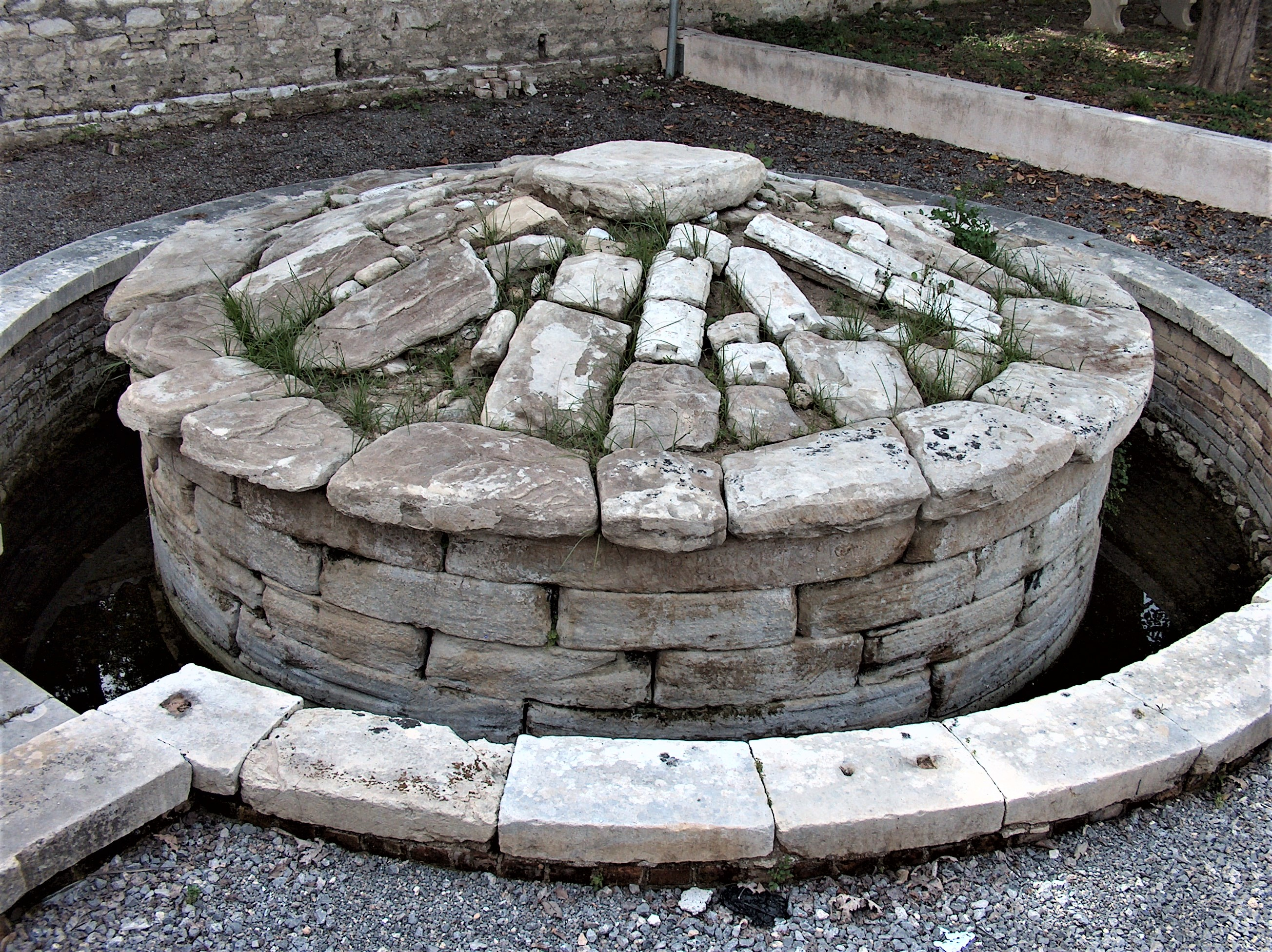
Tombeau de Ménécrate (en), vers 600 av. J.-C., près duquel fut trouvé le Lion.

- Le fronton de la Gorgone du temple d'Artémis à Corfou[4]. Daté de 590-580 av. J.-C., il est le plus ancien fronton en pierre de Grèce. Il est parfois décrit comme le plus bel exemple de sculpture existant de temple archaïque[4],[7].

- Le fronton de Dionysos : partie gauche d'un fronton archaïque de la région de Figaréto, représentant un symposium dionysiaque. Daté de 500 av. J.-C.[4] ;

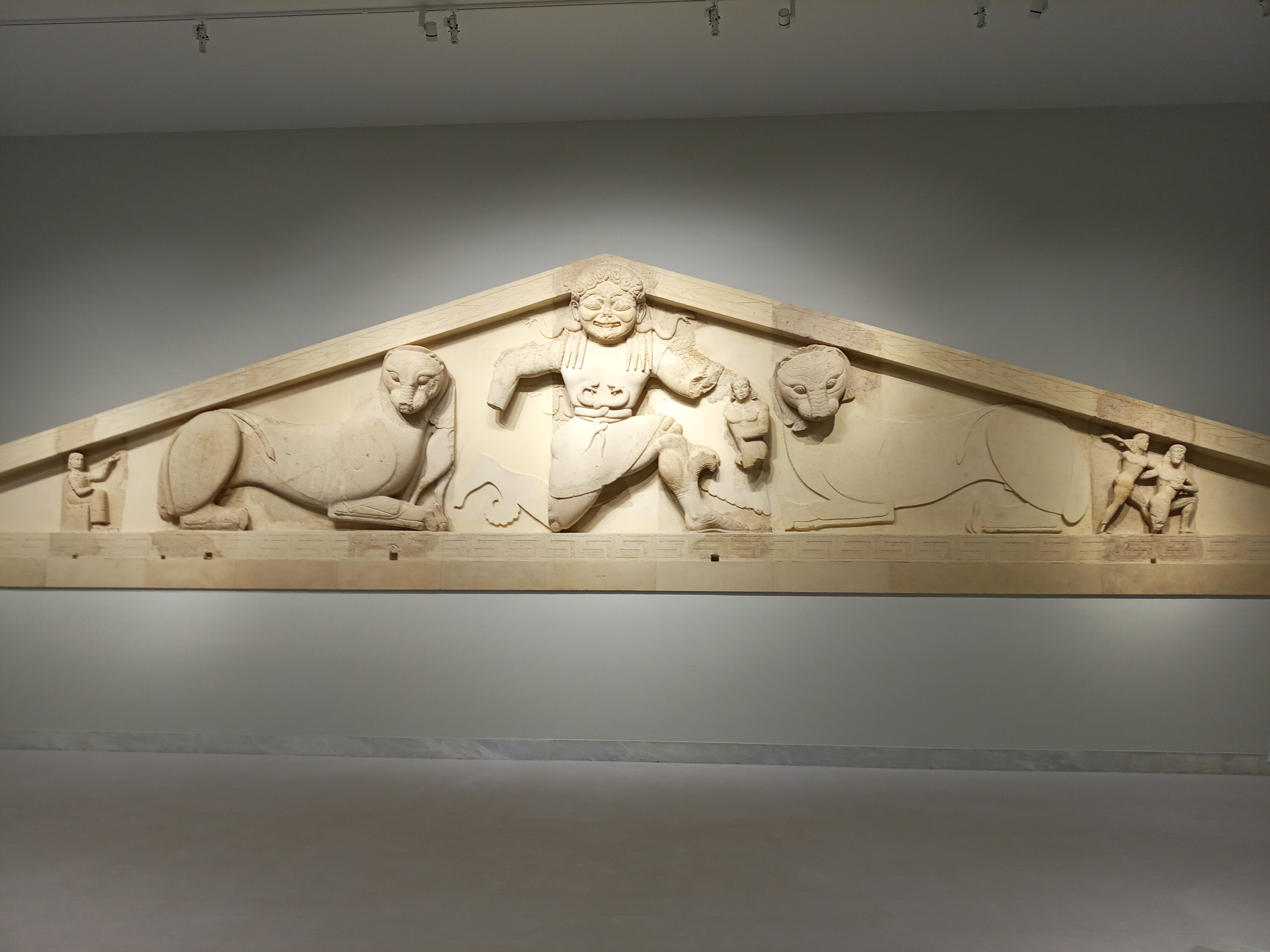
La Gorgone du fronton ouest du temple d'Artémis, 590-580 av. J.-C.
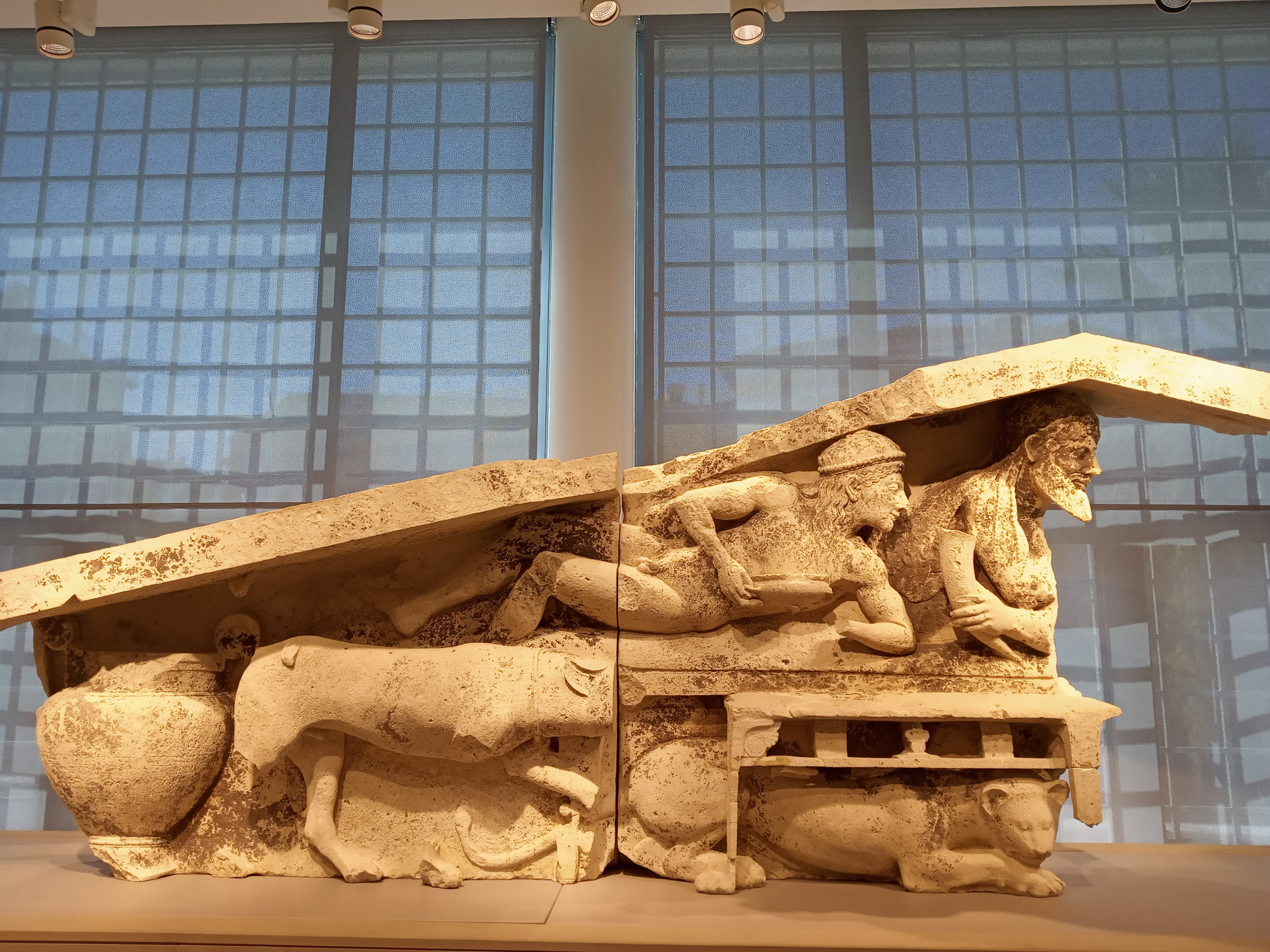
Fronton de Dionysos, 500 av. J.-C.

- La base et une partie du corps d'une korè de la fin de la période archaïque, trouvée lors de la fouille d'un atelier de poterie, dans la région de Figaréto[4] ;

- Un torse en marbre d'Apollon, copie de la statue originale d'Apollon Parnopios de Phidias (type connu sous le nom d'Apollon de Cassel (de)). IIe siècle après J.-C.[4] ;

- Stèle funéraire de Philistion, fille d'Agénos et d'Arpalis, portant l'inscription :

Φιλίστιον Χ[αιρε]. Δοιαί μεν δεκάδες σε τελειοτόκων ενιαυτών ήδη και τριτάτου κύκλος επείχεν έτευς μισγομένα φθιμένοιαι, Φιλίστιον, ανίκα πέ[νθος] ματρί πολυθρηνήτω κάλλιπες Αρπαλίδι. δώμα δ’ Αριστάνδροιο λελονχότος άκριτον αί[σαν] και τέκεα κρυερά θήκας εν ορφανία. Αγήνος κλυτόν αίμα, σε δ’ ύστατον ύπνον ελο[ύσαν], πικρός όδε ζοφερά τύμβος έδεκτ[ο κόνει].
que l'on peut traduire ainsi : 
Salut à toi, Philistion. Tu t'en es allée à vingt-trois ans dans le monde d'en bas, laissant dans le deuil ta mère Arpalis, ton mari Aristandros veuf, confus, et tes enfants, orphelins engourdis par le froid. Toi, le sang glorieux d'Agénos, ce tombeau amer et obscur t'a acceptée dans la poussière de ton dernier sommeil, ;

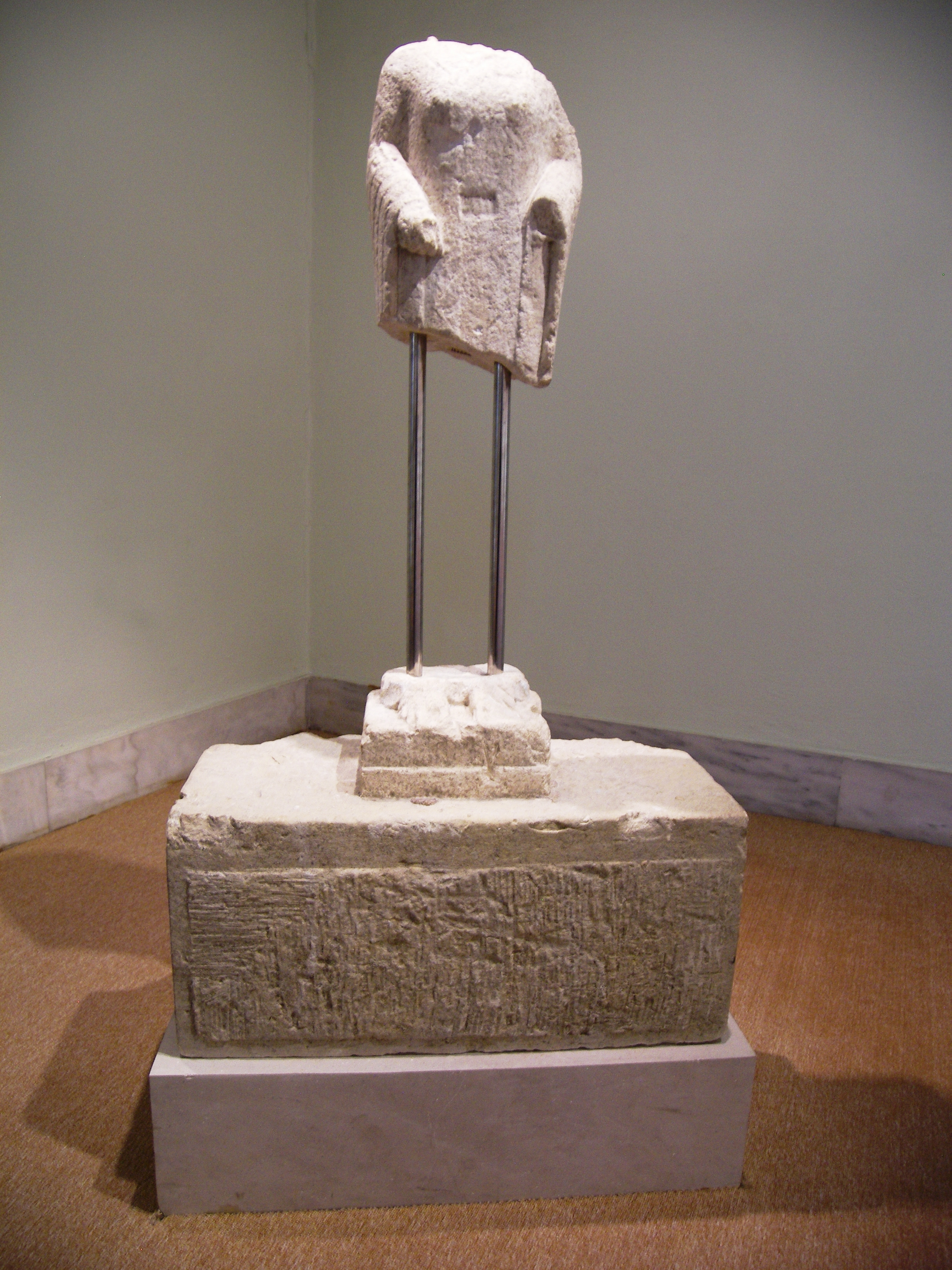
Base et corps d'une korè archaïque.
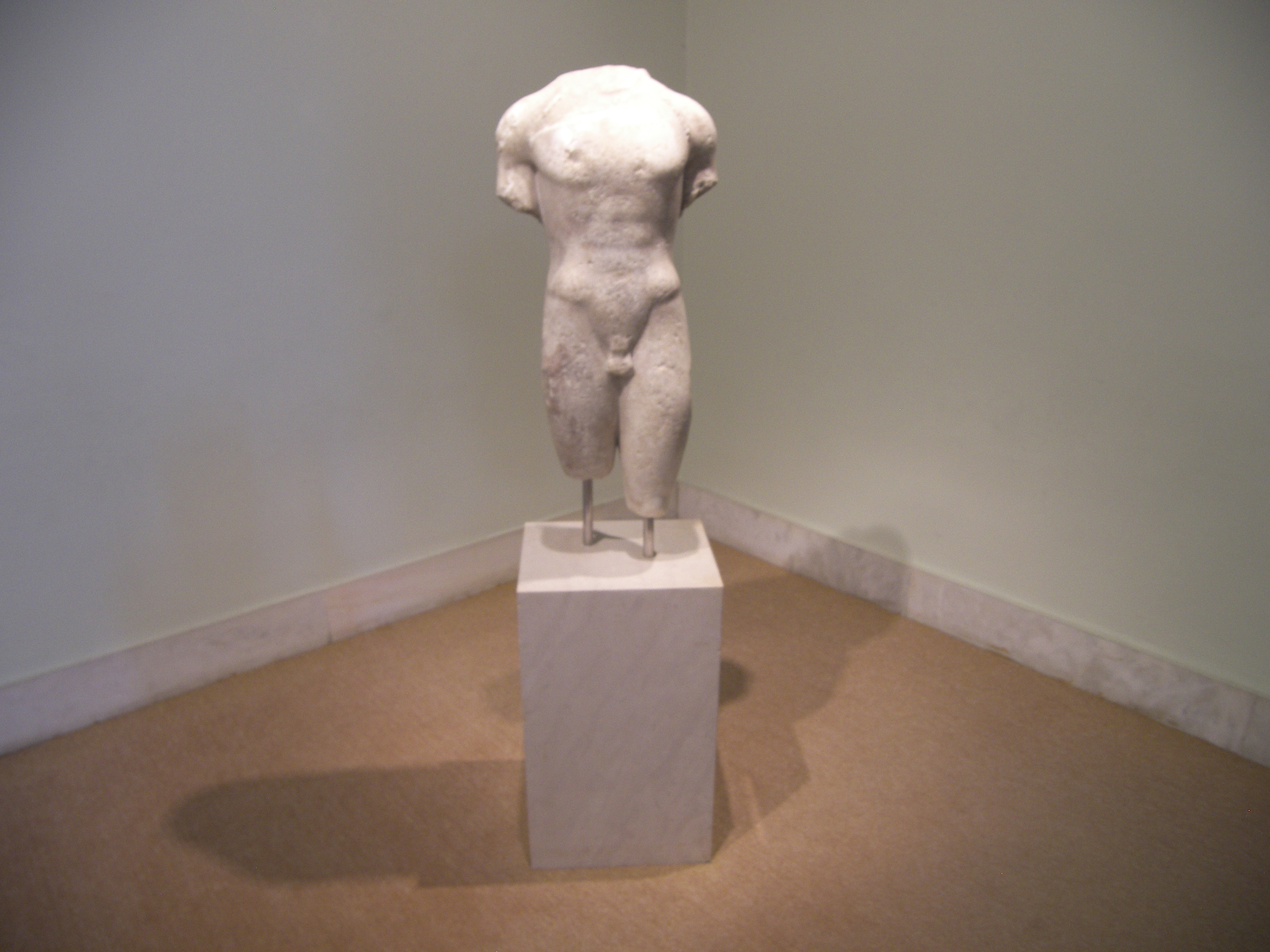
Torse d'Apollon en marbre.
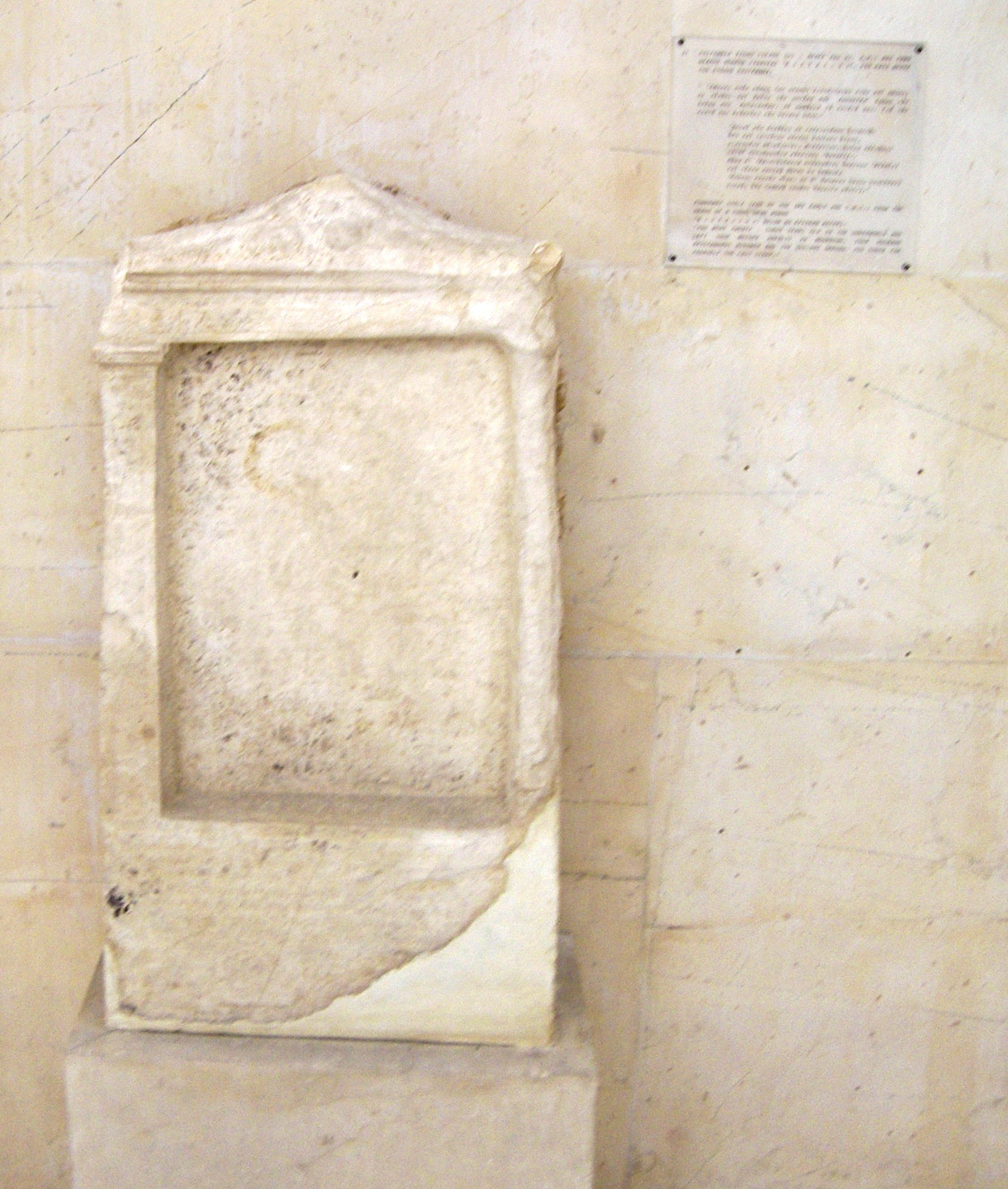
Stèle funéraire de Philistion.

- Les statuettes en terre cuite d'Artémis. Elles ont été trouvées en grande quantité dans le petit temple d'Artémis à Kanóni, dans la ville de Corfou[4] ;

- Quatre jarres contenant des monnaies, trouvées lors de fouilles sur divers sites de Corfou[4] ;

- La stèle d'Arniadas, stèle funéraire archaïque, début VIe siècle av. J.-C. La stèle a été trouvée en 1846 dans la nécropole de Paleópolis, dans la banlieue de Garítsa, près du tombeau de Ménécrate, lors de la démolition de fortification de l'époque vénitienne. Elle porte une inscription en boustrophédon, en hexamètres homériques.

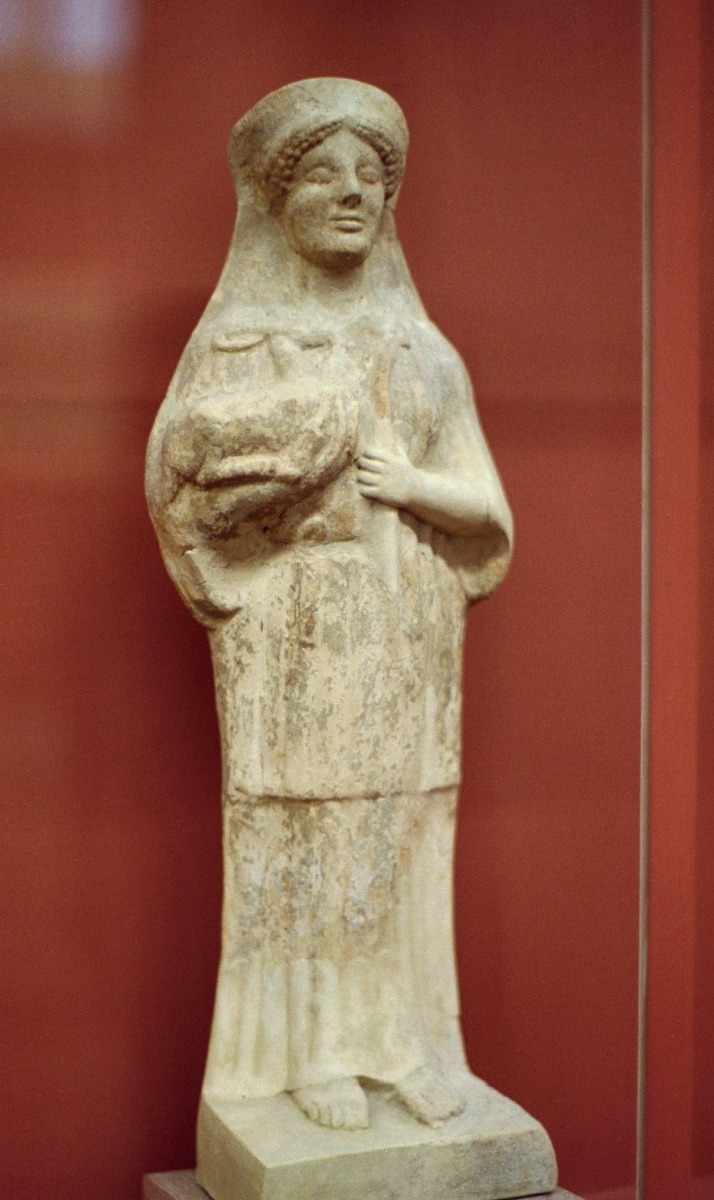
Figurine d'Artémis en terre cuite, provenant du sanctuaire d'Artémis de Kanóni, à Corfou.
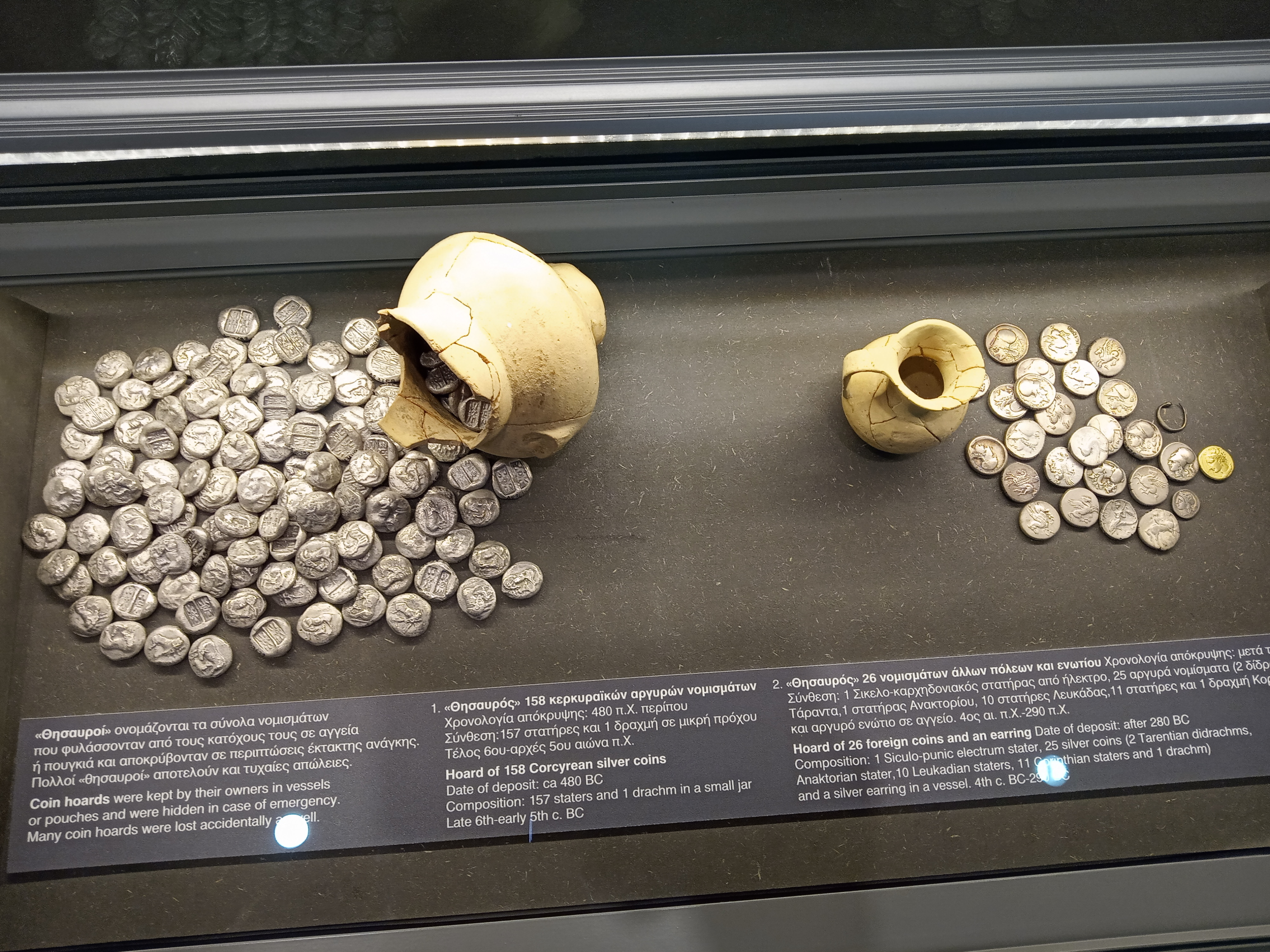
Trésors monétaires, du VIe au IIIe siècle av. J.-C.
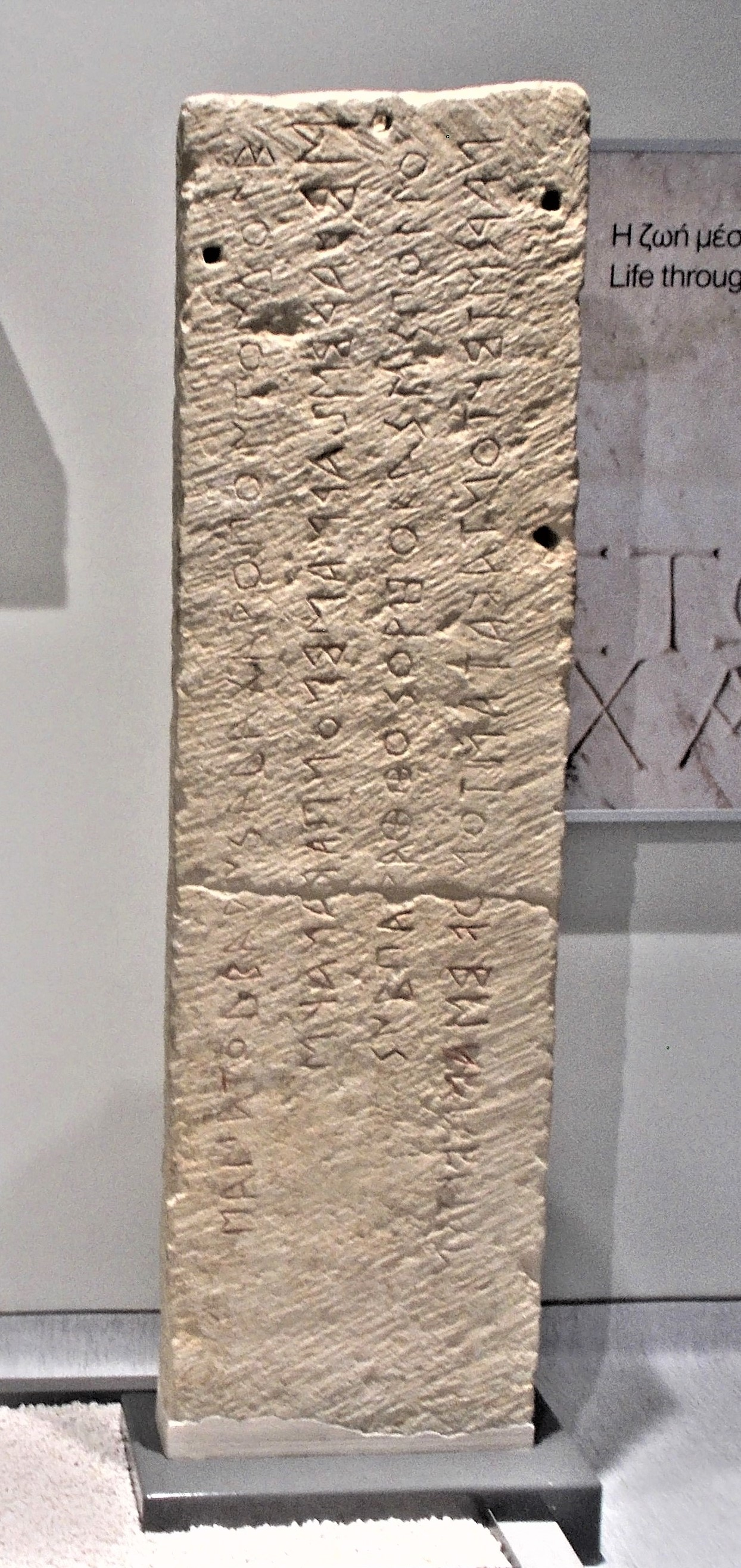
Stèle d'Arniadas, début VIe siècle av. J.-C.
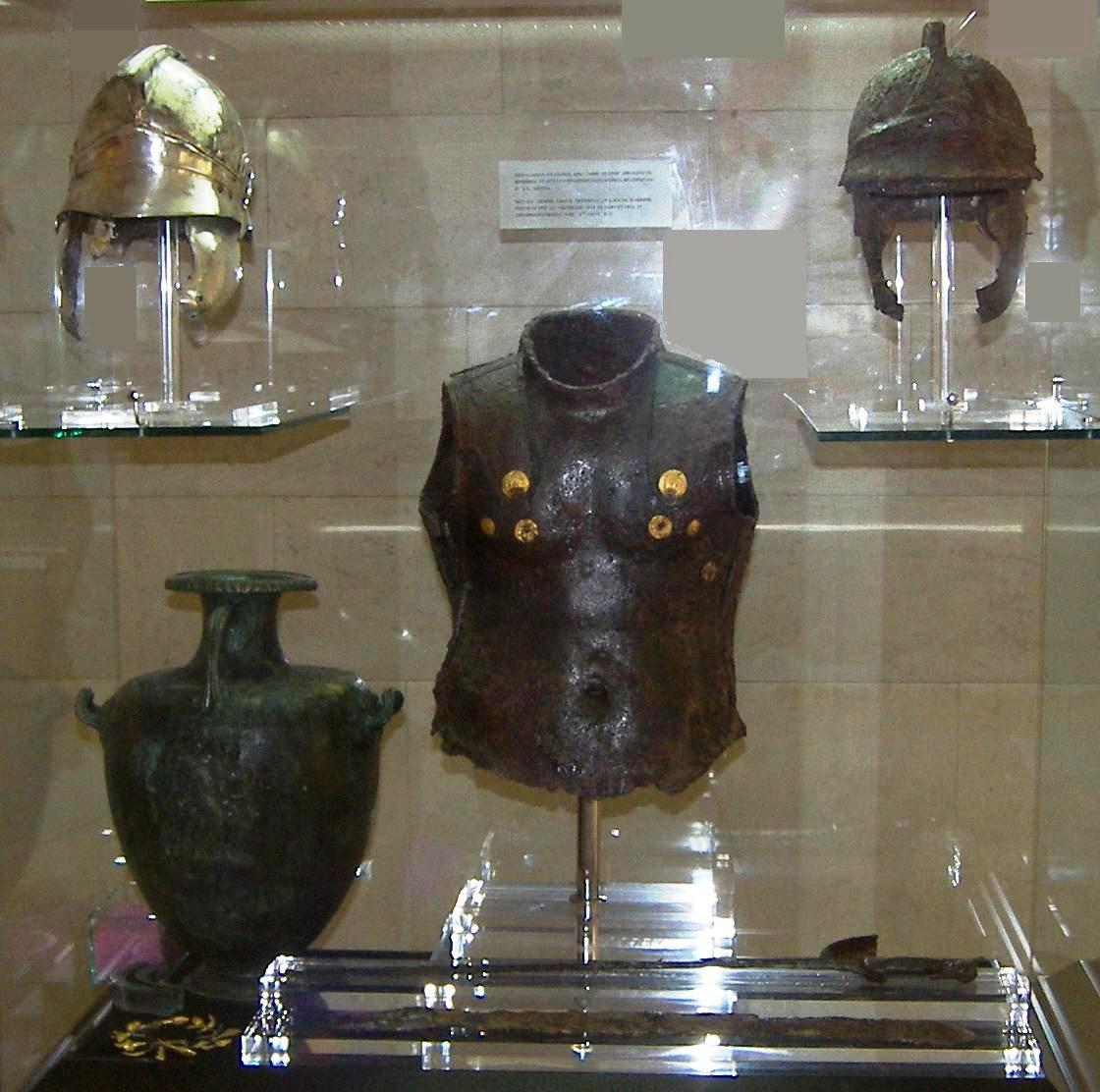
Armure de bronze d'un hoplite, avec des inserts dorés sur la poitrine. Le casque en haut à gauche est une version restaurée du casque oxydé à droite.